# Apogon regula
Apogon regula är en fiskart som beskrevs av John Fraser och Randall 2003. Apogon regula ingår i släktet Apogon och familjen Apogonidae. Inga underarter finns listade i Catalogue of Life.